# Samuel Štefan Osuský
Samuel Štefan Osuský (7. června 1888 Brezová pod Bradlom – 14. listopadu 1975 Myjava) byl slovenský evangelický kněz, biskup, pedagog, teolog, filozof, historik, sociolog a náboženský publicista.

## Život
Pocházel z rodiny koželuha. Po absolvování lidové školy v rodišti a měšťanky v Modre studoval na gymnáziu v Trnavě, v letech 1903–1906 na evangelickém lyceu a v letech 1906–1910 na Teologické akademii v Bratislavě. Ve studiích dále pokračoval na univerzitách v Erlangenu, Jeně a v Lipsku. V letech 1919–1922 absolvoval studium filozofie na Filozofické fakultě Univerzity Karlovy v Praze a dosáhl zde doktorátu filozofie na základě rigorózní práce Nástin psychologie náboženství (1922). Dálkově studoval na Právnické akademii v Prešově a toto studium ukončil také doktorátem roku 1941.
Od roku 1919 byl mimořádný, v letech 1920–1933 řádný profesor filozofie a v letech 1933–1950 smluvní profesor na České evangelické bohoslovecké fakultě v Bratislavě. Přednášel zde dějiny filozofie, psychologii náboženství, pedagogiku a sociologii. Předsedal Štúrově evangelické společnosti založené roku 1936. Spolu s Janem Kvačalom založil a spoluredigoval konzervativní evangelický teologický časopis Věda a víra, který vycházel v letech 1930–1933. Dále byl místopředsedou Slovenské ligy na Slovensku a předsedou jejího Literárního odboru. V letech 1945–1948 působil jako předseda filozofické odboru Matice Slovenské, jehož členem byl od jeho založení v roce 1940. Významná byla i jeho činnost v Evangelické církve a. v. na Slovensku, ať už jako faráře (Dačov Lom, Bratislava), nebo jako biskupa západního distriktu (1933–1946) a generálního kněze západního distriktu církve (1946–1951).
Osuský vyšel z národně uvědomělého prostředí. Během studií na lyceu podepsal memorandum, ve kterém se studenti dožadovali přednášek ve slovenském jazyce. V podmínkách samostatného Československa se zasloužil o vybudování slovenského evangelického teologického školství. Vychoval několik generací evangelické kněžské inteligence. Svoji církev reprezentoval na mezinárodních kongresech.
Během druhé světové války byl pro své smýšlení na čas vězněn. V důchodu žil nejprve v rodišti, od roku 1967 v Senici a v Myjavě, kde i zemřel. Pochován je v rodišti. V roce 1992 mu byl in memoriam udělen Řád Tomáše Garrigua Masaryka II. třídy.

## Dílo (výběr)
Těžištěm tvorby S. Osuského byly dějiny filozofie a teologie. Největší uznání získal dílem První slovenské dějiny filozofie, v nichž jako první na Slovensku komplexně podal dějiny světové a československé filozofie.

### Filozofické a historicko-filozofické práce
- Filozofie Štúrovců I - III, 1926, 1928, 1932.
- Filozofie malohontských osvícence. In: Revue Bratislava 3, 1929, s. 987 - 999.
- Nástin vývoje slovenského myšlení filozofického. In: Zlatá kniha Slovenska 1918 - 1928. Jubilejní sborník. Bratislava, 1929, s. 227 - 234.
- Úvod do filozofických studií našich dávných předků. In: Víra a věda, 1930, č.. 1, s. 23 - 30.
- Obecné filozofické a filozoficko-teologické problémy našich myslitelů v XVII. století. In: Víra a věda, 1930, č.. 2, s. 76 - 83.
- Metafyzické Tematy našich myslitelů v XVII. století. In: Víra a věda, 1930, č.. 3, s. 113 - 122.
- Psychologické a etické úvahy našich v XVII. století. In: Víra a věda, 1930, č.. 4, s. 171 - 179.
- Logické úvahy našich ze XVII. století. In: Víra a věda, 1930, č.. 5, s. 213 - 220.
- Počátky akademické filozofie Slováků do poloviny XV. století, 1931, Víra a věda, s. 174 - 178.
- Čtyřistaletými památka slovenského humanisty JB Sambockého. In: Víra a věda, 1931, š. 2, s. 77 - 83.
- Filozofie Karlovskovcov I - III. In: Víra a věda, 1932, č.. 2 - 4, s. 71 - 78, 134 - 138, 172 - 176.
- Kellner-Hostinský filozof. In: Sborník MS 13, 1935, s. 163 - 182.
- Štúrova filozofie, 2. vyd.. Bratislava, 1936.
- Filozofie bolševismu, fašismu a hitlerismu. In: Čtyři přednášky, řečeno na vědecké konferenci ev. a. kněžství liptovského, oravského, turčianského a zvolenského dne 22. 11 1937 v Ružomberku. Mikuláš, 1939.
- Služba národu I. Mikuláš, 1938.
- Smysl Slovenská národních dějin. In: Služba, 1939, č.. 2, s. 38 - 43.
- Ohlas evropských filozofických a teologických idejí u nás v první polovině 19. století. In: Sborník Zpěvník evangelického. Mikuláš, 1942, s. 14 - 28.
- Braň pravdu. Mikuláš, 1946.
- Filozofie Ondřeje Plachého. In: Filozofický sborník, VI - VII, 1946 - 1947, s. 3 - 16.
- Naše úkoly. In. Filozofický sborník, VI - VII, 1946, č.. 1, s. 53 - 55.

### Práce o slovenském evangelictví
- Slovenské evanjelictvo a národ, 1926.
- Desáté výročí samostatnosti a naše evanjelictvo. Nové Město n / Váhom, 1928.
- Naši bakaláři, mistři a děkani na krakovské univerzitě od roku 1400 do 1525. In: Víra a věda 2, 1931, s. 226 - 233; 3, 1932, s. 232 - 244.
- Privet dp. Biskupa dr. Samuela Št. Osuského. In: Pamětníci slavnosti biskupské instalace. Myjava, 1934, s. 10 - 15.
- Pastýřský list v jubilejním roce historickém roce 1938. Prešov, 1938.

### Náboženské a teologické práce
- Válka a náboženství, 1916.
- Dějiny náboženství. Mikuláš, 1919 (1922).
- Tranovského výklad Zjevení Janova. Martin, 1936.
- Konec světa. Zjevení Jana. Mikuláš, 1941.
- Tajemství kříže (Job). Mikuláš, 1943.
- Braň pravdu. Mikuláš, 1946.
- Kalvárie teologické vysoké školy v Bratislavě. Ružomberok, 1930.
- Prof. Dr. Jana Kvačala. In: Kvačalov sborník. Bratislava, 1933, s. 301 - 327.
- Biblické postavy (rukopis).

### Sociologické práce
- Vývin socialismu po stránce sociální teorie. In: Církevní listy, 1926, č.. 10 - 11, s. 173 - 175; č.. 12, s. 199 - 201; č.. 13 - 14, s. 224 - 226; č.. 15 - 16, s. 265 - 267.
- Úvod do sociologie 1 - 2. Praha, 1930.
- Filozofie bolševismu, fašismu a hitlerismu. In: Čtyři přednášky. Ružomberok, 1937 (Mikuláš, 1938).
- Ragaz náboženský socialismus. In: Vědou k víře. Mikuláš, 1948, s. 5 - 25.
- Služba národu II. Mikuláš, 1947.

### Historické a politologické práce
- Pád říše Velkomoravské. Myjava, 1928.
- Příručka k jubilejním oslavám 10. výročí samostatnosti. Trnava, 1928.
- Dějiny Brezové (1932, rukopis).
- Dějiny brezovského spevokolu (rukopis).

### Literárně-historické práce
- Slovenské dějiny a literatura. Myjava, 1922 (spolu s F.RUPPELDTOM).
- Literární tvorba dra Jana Jamnického. In: Sborník věnovaný Dr,. Janovi Jamnický, Mikuláš, 1948, s. 185 - 201.

### Editorské práce
- Slovensko a kultura. Myjava, 1920.
- Národní antologie, 1928.
- Tranovského sborník, 1936

## Práce o něm
- In: Služba, 2, 1938, č.. 5, s. 134 - 143.
- POLAKOVIČ, Š. (Rec.): S. Š. Osuský: První slovenské dějiny filozofie. In: Filozofický sborník, 1940, č.. 1, s. 48 - 56.
- Štúra, S.: Osuského dějiny filozofie. In: Služba IV, 1940, č.. 2, s. 61 - 63.
- Píší, M.: Filozofické a literární dílo dr. Samuela čt. Osuského. In: Služba, 12, 1948, č.. 5 - 6, s. 154 - 158.
- KOSTKA, J.: Buržoazní filozofie v letech 1918 - 1938. In: Přehled dějin české filozofie. Bratislava, 1965, s.. 394 - 395.
- KOSTKA, J.: In: Ev. posel zpod Tater, 58, 1968, č.. 12, s. 100.
- VÁROSSOVÁ, E.: K stoleté S. Š. Osuského. In: Filozofie, 1988, č.. 6, s. 734 - 737.
- In: Slovenský biografický slovník IV. Martin, 1990, s.. 335 - 336.
- Munz, T.: S. Š. Osuský. In: Filozofie, 1994, č.. 7, s. 468 - 472.
- Gazík, P.: Náboženské myšlení S. Š. Osuského. Bratislava, 1995 (habilitační práce).
- S. Š. Osuský. In: Dějiny filozofie na Slovensku v XX. století. Bratislava, 1998, s.. 105 - 108.
- KOSTKA, J.: Odkaz Osuského "Prvních Slovenská dějin filozofie". In: Tamtéž, s.. 109 - 115.
- VÁROSSOVÁ, E.: S. Š. Osuský. In: Slovník českých filosofů. Brno, 1998, s.. 430 - 431.
- Bakoš, V.: S. Š. Osuský jako historik filozofie. In: Filozofie, 2008, č.. 10, s. 849 - 862.
- Letz, J.: S. Š. Osuský. In: Slovenská křesťanská filozofie 20. století a její perspektivy, 2011, s. 248 - 253, 340 - 341.